# Esercito del Meclemburgo
L'esercito del Meclemburgo (in tedesco ufficialmente Mecklenburger Armee), è stato l'esercito dei ducati e poi granducati di Meclemburgo-Schwerin e Meclemburgo-Strelitz dal XVIII secolo al 1871.

## Storia

### Le origini ed il periodo napoleonico
La contiguità geografica e della storia tra i ducati di Meclemburgo-Schwerin e Meclemburgo-Strelit li portò nel Settecento a poter disporre  di un proprio esercito stabile.  Peraltro il loro esercito appariva di una entità ridotta rispetto agli altri grandi eserciti che li circondavano, come quello prussiano o quello sassone.
Dopo che il Meclemburgo venne occupato dalle truppe di Napoleone nel 1806 ed i duchi locali vennero costretti a fuggire ad Altona, il paese venne posto sotto giurisdizione francese. Nel 1807 i duchi di Meclemburgo-Schwerin ottennero il permesso di ritornare sul loro trono, come pure quelli di Strelitz nel 1808, ed entrambi gli stati entrarono a far parte della Confederazione del Reno. Il contingente di truppe del Meclemburgo comprendeva circa 2 300 uomini in totale, dei quali 1 900 provenivano dal Meclemburgo-Schwerin, mentre 400 dal Meclemburgo-Strelitz.
Le truppe del Meclemburgo furono sempre troppo deboli per opoter opporre una seria resistenza sul loro territorio, ma non mancarono di prendere parte ad esempio alla campagna di Russia voluta da Napoleone nel 1812 dove il battaglione degli strelizzi venne incorporato nel 127º reggimento di fanteria di linea francese, prendendo parte alla battaglia di Valutina Gora e giungendo poi fino a Mosca sotto la guida del colonnello von Bonin, il quale venne poi costretto a ritirarsi a Widsy. Complessivamente, nel corso di quegli anni (e sino al 1827), il Meclemburgo perse un terzo dei propri soldati nelle campagne militari all'estero.

### La campagna in Germania del 1813
Il 25 marzo 1813, il duca di Schwerin, Federico Francesco I fu il primo principe della Confederazione del Reno a rinunciare all'alleanza con Napoleone, schierandosi con la Russia e con la Prussia. Alla decisione di questo principe fece seguito il 30 marzo quella del duca di Strelitz. Entrambi i principi si accordarono quindi per sostenere i costi per l'ampliamento dell'esercito: il Meclemburgo-Strelitz fornì un nuovo reggimento di ussari, un'unità costituita da volontari sotto la guida di Ernst Friedrich Wilhelm von Warburg che prese parte a diverse importanti battaglie sotto la guida del maresciallo prussiano Blücher, inclusa la battaglia di Goldberg/Slesia, la battaglia del Katzbach (senza intervento diretto nei combattimenti) e la battaglia di Lipsia. Proprio in quest'ultimo grande evento l'ussaro del Meclemburgo-Strelitz, Joachim Christian Timm, riuscì a catturare la bandiera del 1º reggimento d'artiglieria francese. Le truppe di Schwerin, reclutate anche su base volontaria, agirono insieme alle unità prussiane nel teatro di guerra nord-occidentale.
Complessivamente, il Meclemburgo giunse a fornire in questo periodo circa 13 000 soldati con una popolazione totale inferiore ai 500 000 abitanti. Dopo la fine della campagna nel 1815, le truppe tornarono nel Meclemburgo e furono accolte con entusiasmo dalla popolazione.

### Dal congresso di Vienna all'Impero tedesco

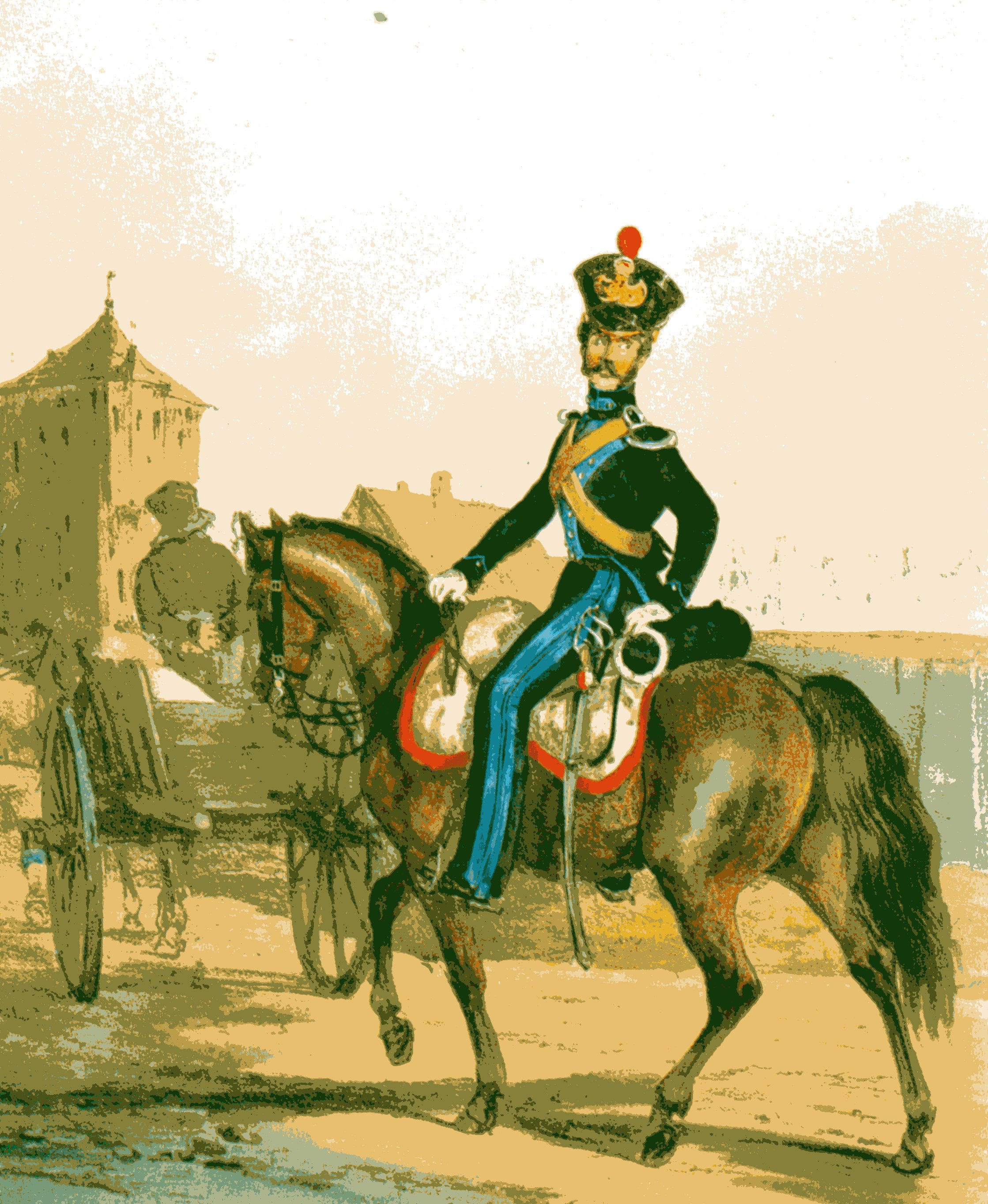
Gendarme del corpo della gendarmeria del Meclemburgo-Scwherin nel 1840

Il Congresso di Vienna portò entrambi i duchi del Meclemburgo allo status di granduchi, con un'indennità di guerra da parte della Francia per lo Strelitz ed il territorio della Saar che venne poi venduto alla Prussia. Entrambi gli stati del Meclemburgo divennero membri della Confederazione germanica ed il loro esercito divenne parte del X corpo d'armata dell'esercito federale.
Nel 1848/49, le truppe del Meclemburgo-Schwerin presero parte insieme all'esercito prussiano alla campagna per reprimere la rivoluzione del Baden. Nel contempo, le truppe fornite dal Meclemburgo-Strelitz furono dispiegate per la sicurezza costiera a Rostock, per il servizio di guardia a Bützow e contro la Danimarca.
Dopo la vittoria prussiana contro l'Austria nella guerra austro-prussiana del 1866, venne istituita la Confederazione tedesca del Nord capeggiata dalla Prussia alla quale il Meclemburgo aderì. Subito dopo, i due battaglioni del Meclemburgo-Schwerin e del Meclemburgo-Strelitz andarono a costituire l'89º reggimento granatieri "Meclemburgo" come parte dell'esercito confederato.
Con la fondazione dell'Impero tedesco il contributo dei granducati di Meclemburgo all'esercito imperiale fu il seguente:
- 89º reggimento di fanteria con sedi a Schwerin ed a Neustrelitz
- 90º reggimento di fanteria con sedi a Rostock ed a Wismar
- 14º battaglione di fanteria granducale con sede a Colmar, in Alsazia
- 1º reggimento dragoni (n. 17) con sede a Ludwigslust
- 2º reggimento dragoni (n. 18) con sede a Parchim
- 60º reggimento d'artiglieria campale con sede a Schwerin
- 24º reggimento d'artiglieria campale con sede a Neustrelitz